# Place Brookfield
Pour les articles homonymes, voir Brookfield.

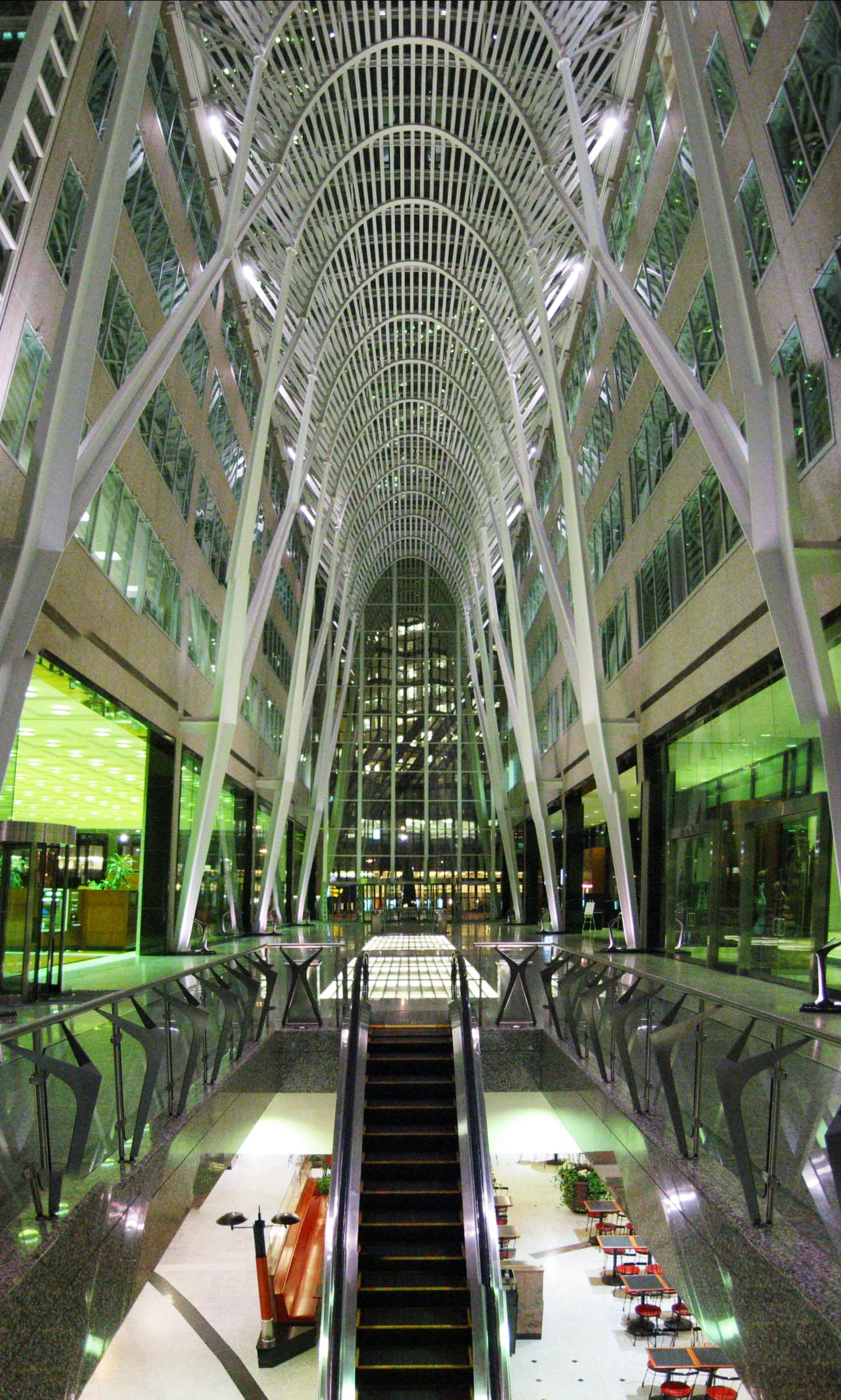
L'intérieur de la galerie Allen Lambert, Toronto, illustrant la signature de style organique de Calavatra, avec un plafond élevé qui est prévu pour évoquer une avenue d'arbres.

Place Brookfield est un complexe de bureaux à Toronto, Canada, comprenant un terrain de 2.1 hectares (5.2 acres) entouré par Yonge Street à l'Est, Wellington Street West au Nord, Bay Street à l'Ouest, et Front Street au Sud.  
Le complexe contient 242,000 mètres carrés (2.6 million de pieds carrés) d'espace de bureaux; il est principalement constitué de deux tours, la Bay Wellington Tower et la TD Canada Trust Tower, liées par l'Allen Lambert, une galerie de six étages.  
Place Brookfield est aussi le siège du temple de la renommée du hockey.
La Bay Wellington Tower est un tour à bureau de 47 étages, conçue par les architects Bregman + Hamannet et terminée en 1992.  La TD Canada Trust Tower, conçue par Bregman + Hamann Architects and Skidmore, Owings & Merrill LLP, fut terminée en 1991.